# Springfield (hrabstwo Marquette)
Springfield – miasto w Stanach Zjednoczonych, w stanie Wisconsin, w hrabstwie Marquette.